# 데니스 모나스티르스키
데니스 아나톨리요비치 모나스티르스키(우크라이나어: Денис Анатолійович Монастирський, 1980년 6월 12일~2023년 1월 18일)는 우크라이나의 정치인으로 제12대 우크라이나의 내무부장관을 역임했다. 2023년 1월 18일 헬리콥터 추락 사고로 사망했다.